# Château de la Mercerie
Le château de la Mercerie est situé dans la commune de Magnac-lès-Gardes (Charente).
Agrandi au XXe siècle dans un style classique Renaissance italienne par la volonté de deux hommes mais jamais achevé, il est surnommé le Versailles charentais.

## Localisation

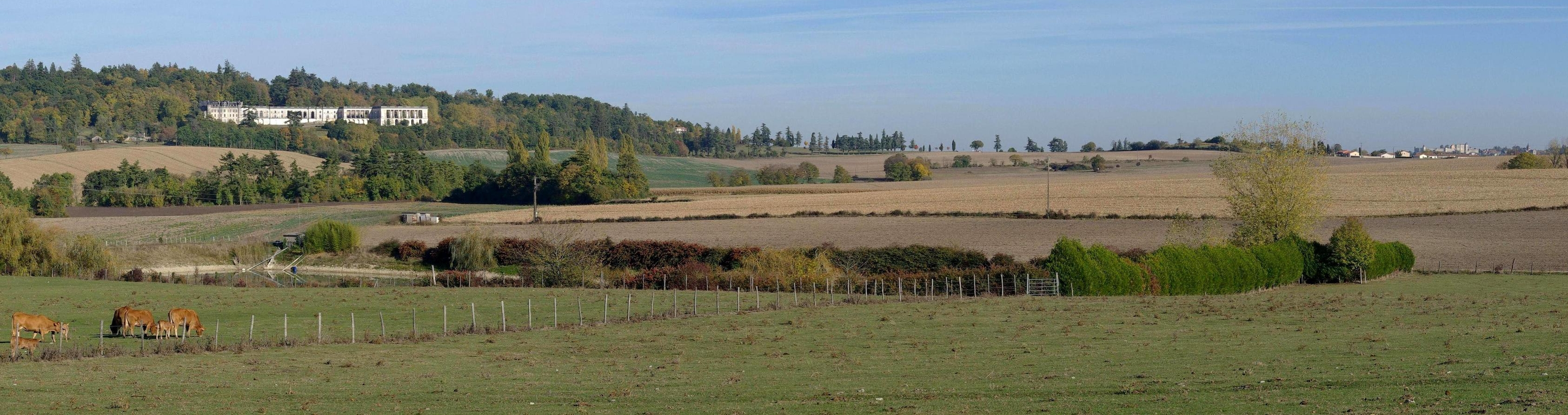
Vue de l'ouest

Situé à 5 km au nord-ouest de Villebois-Lavalette et 17 km au sud-est d'Angoulême, non loin du département de la Dordogne, le château est construit sur le flanc du Puy de Magnac, butte-témoin sur la ligne de partage des eaux entre Charente et Garonne. Il est visible depuis de nombreux endroits du Sud Charente.
On y accède par la D.81 depuis Angoulême et Torsac, ou la D.5 depuis Villebois.

## Historique
Du XVIe au XVIIIe siècle, les Rousseau étaient seigneurs de la Mercerie. Cette famille a été anoblie en 1595 par la nomination de Gilles Rousseau comme écuyer du Roi. 
En 1771, Étienne du Rousseau était chevalier.
Un inventaire de 1747 mentionne les nombreuses pièces du logis et les écuries.
Le château de style néogothique datant de la fin du XIXe siècle, remplace l'ancien logis.
En 1924, grâce à la générosité de leur oncle, les frères Réthoré, Raymond, industriel puis député gaulliste de la Charente, et Alphonse, architecte autodidacte, ont acheté le domaine de 600 ha à la famille Mesnaud de Saint-Paul, qui avait hérité du lieu par le mariage en 1799 de Paul Mesnaud de Saint-Paul (né à Laplaud le 20 octobre 1766 ; mort à Voulgézac le 12 février 1838), avec Marie-Julie Rousseau de Magnac de la Mercerie.
En 1939, les deux frères entreprennent l'extension du château et projettent de le transformer en Versailles charentais par la construction d'une longue façade de style Renaissance italienne, qui a lieu principalement en 1947 à l'aide d'une vingtaine d'ouvriers... mais s'arrête en 1970 faute d'argent. 
Toutes les pièces XIXe siècle sont agrémentées d'un décor somptueux, mobilier, peintures, collections de sculptures ; il acquièrent ainsi lors de la vente du mobilier de la 11e duchesse de La Rochefoucauld (1866-1933) au château charentais éponyme, des meubles présumés provenir du comte puis prince Orlov (1787-1862), que l'on peut voir sur une carte postale Braun représentant vers 1900 le grand salon du château.
Raymond Réthoré voyage et rapporte de l'étranger peintures,  marbres, boiseries, statues, lustres, lambris et autres trésors, et même, un temps, un restaurateur italien est chargé des collections. Un temps attaché au cabinet de Charles de Gaulle, président de la République, il invite d'importantes personnalités françaises et étrangères à visiter ce grand chantier.
Les deux frères n'arrivent pas à léguer le château au Département, ni à l'Assemblée nationale, ni à la Ville d'Angoulême, qui accepte cependant les 2 068 volumes de la bibliothèque, qui comprend en particulier un fonds important de livres rares concernant l'architecture. 
Ils meurent respectivement en 1983 (Alphonse) et en 1986 (Raymond), mais leur héritier, sans lien de parenté d'ailleurs, va devoir vendre les collections pour faire face aux dettes lors d'une vente aux enchères en 1987, et en 1988 le château est acquis par Bernard Baruch Steinitz (1933-2012), célèbre antiquaire parisien, qui hélas l'entretient peu.
En 2002, un projet de restauration est élaboré par Isabel Guérin, dont l'objet est de redonner vie au site en lui donnant la possibilité d'accueillir des collections d'art contemporain. 
En 2008, le château est vendu à la société foncière parisienne Volta,.
En 2011, un bail emphytéotique de 75 ans est signé le 22 août entre la société propriétaire et la commune de Magnac-Lavalette,.
La commune, à l'aide d'une association de bénévoles Saint-Étienne Patrimoine, entreprend alors une restauration des parties construites et des œuvres d'art afin d'ouvrir le château à la visite en été à partir de 2013.
Le restaurateur italien est chargé des collections quatre mois par an. 
Un Triomphe du Christ d'une tonne est hissé au plafond d'une hauteur de 8,70 m.

### Arboretum
Par ailleurs, le château est entouré d'une cinquantaine d'hectares de bois avec des essences végétales rares rapportées par Raymond Réthoré lors de ses voyages, plantées dans le but de créer un arboretum, ainsi que d'une roseraie.
Il a fallu retirer 30 000 m3 de terre pour élaborer les jardins prolongés de 40 hectares.

### Protection
Les parties bâties et non bâties, en totalité, constituant le château et ses dépendances, ont été inscrites aux monuments historiques le 19 octobre 2012, et  le précédent arrêté de 1988, ne concernant que la façade sud-ouest du château et tous les décors intérieurs conçus par les frères Réthoré : la chambre dite de Béruges, le salon central, le salon dit du Vernet, le vestibule, la galerie d'acajou, la grande galerie dite des azulejos, la galerie des Vernet, le bureau de Raymond Réthoré, le salon et la bibliothèque et les chambres des deux frères au premier étage a été annulé.

## Architecture
Le château comprend deux parties. L'ensemble fait face au sud-ouest.
La partie la plus ancienne, qui est la demeure primitive, est située à l'extrême gauche de la façade de l'édifice actuel, au nord-ouest ; datant de la fin du XIXe siècle et elle est de style néogothique. 
Une façade de 220 mètres de large, d'une profondeur de 20 mètres et de 15 mètres de haut est accolée à partir de 1947 au sud-est du manoir primitif - qu'il était prévu de démolir par souci d'unité stylistique - imitant l'architecture Renaissance italienne et qui présente une certaine ressemblance avec les façades du château de Bizy à Vernon, reconstruit vers 1860 par l'architecte William Henry White en s'inspirant, dit-on, de la villa Albani à Rome.

Vues du château
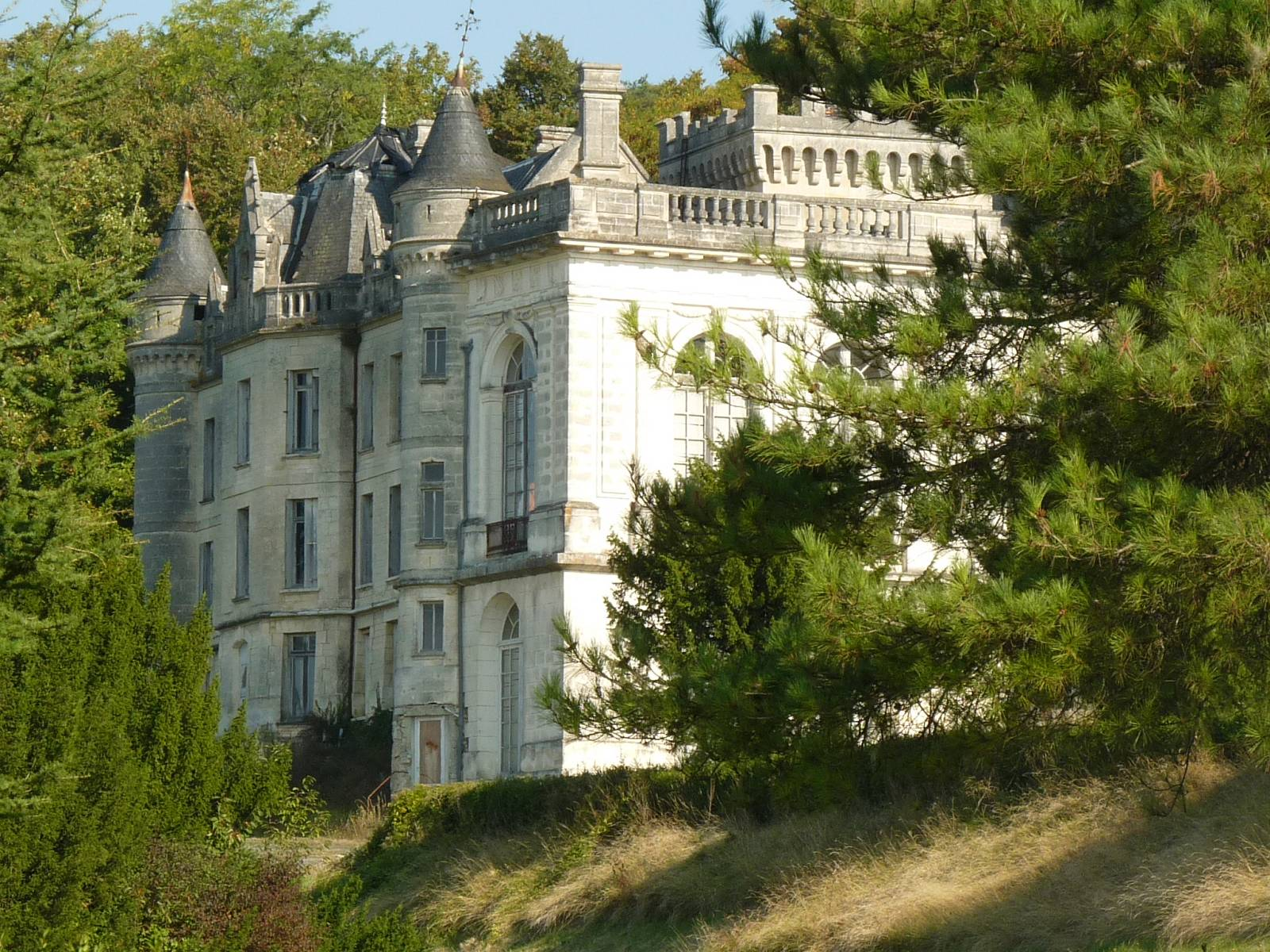
Le château du XIXe siècle.
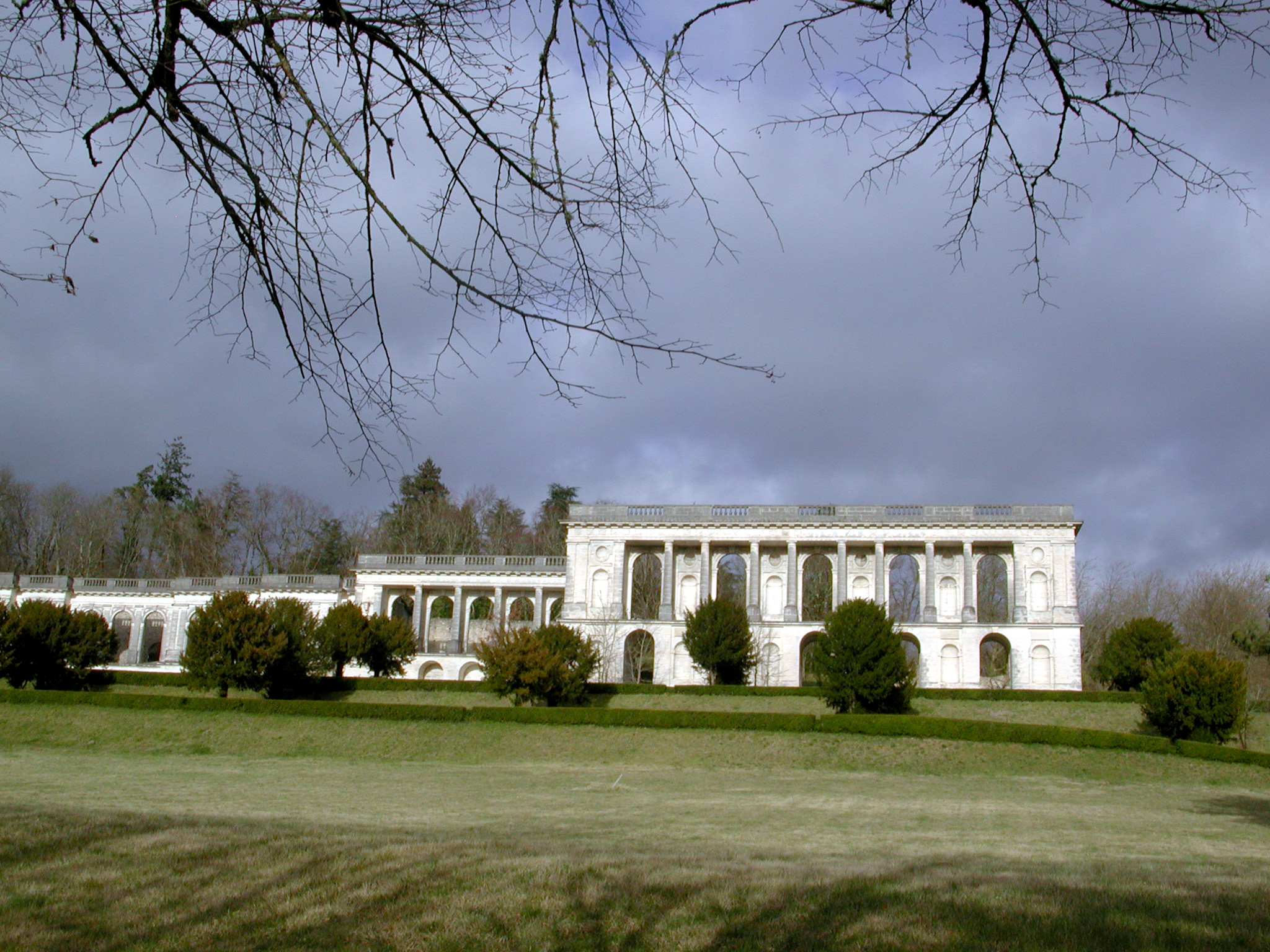
L'extension.
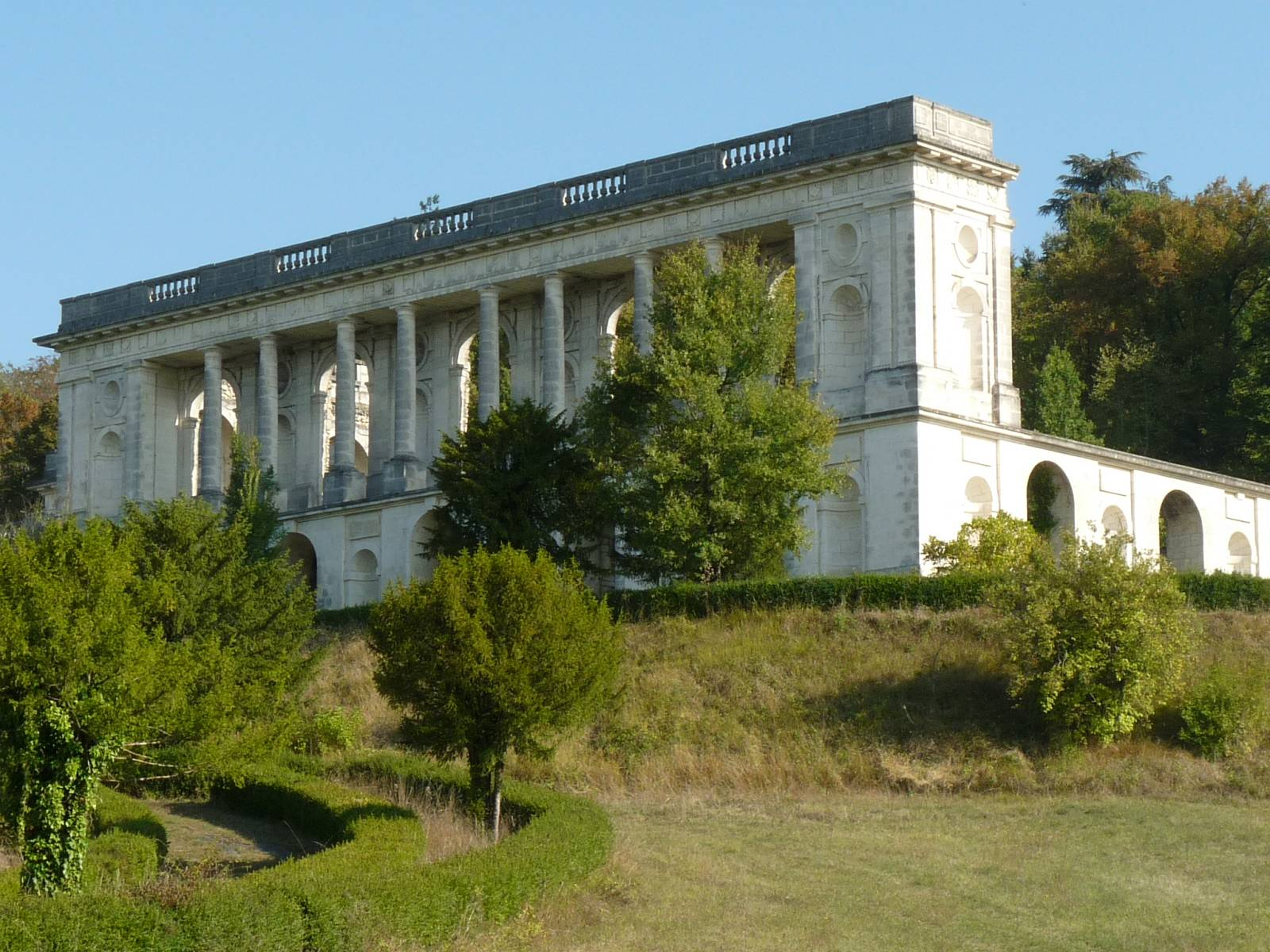
Vue de l'aile orientale.

## Visite
L'ensemble de la propriété est privé. L'extérieur du château est ouvert à la visite en été depuis 2013, et sur réservation en basse saison. 
En 2018, il est ouvert du 1er avril au 5 novembre du dimanche après-midi au vendredi après-midi, le samedi sur réservation pour les groupes.
Le tarif est de 10 € en individuel, 8 € de 10 à 29 personnes, et 7 € plus de 30 personnes. Le tarif du parc roseraie et noyeraie est de 2 € en entrée individuelle. Les entrées participent à la sauvegarde du château. 